# 乙酰丙酮铵
乙酰丙酮铵是一种化合物，化学式为C5H7O2NH4。它可由氨水和乙酰丙酮在室温反应得到，1H NMR测试表明乙酰丙酮阴离子以烯醇阴离子的形式存在。若加热浓氨水和乙酰丙酮的混合物，则得到缩合产物4-氨基戊-3-烯-2-酮。它和氯化铈在水溶液中反应，加入稀氨水后，可由得到黄色的Ce(acac)3(H2O)2。

## 拓展阅读
- Trembovetskii, G. V.; Martynenko, L. I.; Murav'eva, I. A. Separation of rare earth elements（俄文）. 1985 SU 1159886 A1.